# Datació per potassi-argó
La datació per potassi-argó, o 40K/40Ar, és un mètode de datació radiomètrica sorgit a la dècada del 1960 i que s'utilitza en geologia i arqueologia per datar roques o cendres volcàniques.
Es basa en el principi de la desintegració radioactiva, servint-se que l'isòtop radioactiu potassi-40 (40K) present a les roques volcàniques, desapareix a un ritme conegut en el gas inert argó-40 (40Ar), en un procés que transcorre en un nombre determinat d'anys (1,248 X 109) durant els quals el gas es va concentrant en els cristalls de la roca. Aprofitant aquest ritme i vida mitjana coneguts, el mètode es presta per datar mostres des de 100.000 fins a diversos milers de milions d'anys. El límit per a les mostres més joves s'ha establert per controlar l'error de mesurament per incorporacions d'argó des de l'atmosfera.
Es va arribar a un perfeccionament notable d'aquesta tècnica el 1965 mitjançant la radiació de les mostres en un reactor nuclear per transformar el potassi estable K-39 en l'isòtop Ar-39. Aquest mètode es va denominar Ar-40 / Ar-39, un procediment que, encara que bastant més car, és deu vegades més precís, amb una taxa d'error propera a l'1%.

## Descripció del mètode
Quan un fluid magmàtic es refreda, transformant-se en roca, comença a formar-se l'argó i, amb el pas del temps, hi augmentarà la seva proporció. La quantitat d'argó que conté la roca dependrà de la concentració inicial de potassi i el temps transcorregut des de la solidificació.
Estudiant aquest ritme de descomposició del 40K, i la quantitat de 40Ar contingut en les estructures cristal·lines de la mostra de roca, en un procés de refredat suficient perquè l'argó radiogènic no es dispersi fora dels cristalls, és possible calcular la data del formació de la roca i una quantificació en l'espectrometria de masses. Es necessiten 10 grams de mostra de roca volcànica per un mesurament fiable.

## Càlcul de l'edat de la roca
El potassi-40 és un isòtop radioactiu que es degrada seguint els esquemes de desintegració següents:
- {\displaystyle {}^{40}\mathrm {K} +\mathrm {e} ^{-}\rightarrow {}^{40}\mathrm {Ar} +\gamma (1,505MeV)}

λε = 0,581.10-10/an
- {\displaystyle {}^{40}\mathrm {K} \rightarrow {}^{40}\mathrm {Ca} +\beta ^{-}(1,311MeV)}

λβ = 4,962.10-10/an
L'edat de la mostra s'obté amb la fórmula següent:
- {\displaystyle t={\frac {1}{\lambda }}\cdot \ln(1+{\frac {\lambda }{\lambda _{\epsilon }+\lambda _{\beta }}}\cdot {\frac {{}^{40}\mathrm {Ar} _{t}}{{}^{40}\mathrm {K} _{t}}})}

Com que la relació de concentracions d'argó-40 i de potassi-40 és suficientment fiable, la fórmula se simplifica de la següent manera:
- {\displaystyle t={\frac {1}{0,1048\times \lambda }}\cdot {\frac {{}^{40}\mathrm {Ar} _{t}}{{}^{40}\mathrm {K} _{t}}}}

Essent {\displaystyle t} l'edat de la mostra i {\displaystyle {}^{40}\mathrm {K} _{t}}i {\displaystyle {}^{40}\mathrm {Ar} _{t}} les quantitats mesurades d'isòtops pare i fills.

## Aplicacions
Un exemple clar per a l'aplicació del mètode potassi-argó són els jaciments d'Olduvai (Tanzània), situats en una zona volcànica amb alts nivells de cendres. La seva anàlisi ha permès datar diferents nivells d'ocupació humana a partir dels 2 milions d'anys. També s'han pogut datar en 3,7 milions d'anys les cèlebres petjades d'homínids de Laetoli, prop de la gorja d'Olduvai.
Una aplicació recent d'aquest mètode ha servit per analitzar les mostres obtingudes al maig de 2013 pel Curiosity al cràter Gale de Mart, amb l'objectiu de corroborar la hipòtesi sobre l'existència d'aigua i vida microbiana en alguna època passada de la història de Mart. La datació realitzada amb aquest mètode, i que va donar un resultat d'entre 3860 i 4560 milions d'anys d'antiguitat, és la primera que es realitza en una roca fora del nostre planeta.